# ناحیه بالاتون‌آلمادی
ناحیهٔ بالاتونالمادی (به مجاری:  Balatonalmádi járás) یک ناحیه در مجارستان است که در وسپرم واقع شده‌است. ناحیهٔ بالاتونالمادی ۲۳۹٫۷۵ کیلومتر مربع مساحت و ۲۴٬۳۳۰ نفر جمعیت دارد.